# Cátedras Ambulantes
Las Cátedras Ambulantes fue una agrupación de la falange de la Sección Femenina móvil encargada de realizar la propaganda formativa en el ambiente rural en el periodo de posguerra. La cátedra constaba de un grupo móvil de cuatro camiones con sus respectivos remolques. Cada camión contenía laboratorios, y material didáctico suficiente como para ofrecer las clases en diversos pueblos de la  geografía española por un periodo de seis meses. Mediante estas Cátedras se establecían estrategias de control, adoctrinamiento e influencia sobre la población. Existieron igualmente Cátedras Fijas.  

## Características
En las Cátedras se realizaban tareas específicas de propaganda con 'target' sobre el mundo rural, eran considerados centros móviles de promoción y desarrollo. El primer día de la llegada del convoy se celebraba una fiesta con la emisión de una misa solemne. Esta misa era celebrada por el párroco de la localidad. Este primer día se ofertaban las primeras clases a los miembros de la comunidad. Se establecía un concurso en el que el premio era generalmente lotes de libros. El objetivo de las clases era el de poder despertar en las mujeres del mundo rural la curiosidad sobre la apicultura, floricultura, la agricultura, la sanidad y la higiene, así como la cocina local. El desarrollismo despierta un interés por formar profesionalmente a las mujeres de las zonas rurales o elevar su nivel de preparación en las tareas agrícolas. Se llegaron a denominar: "escuelas rurales itinerantes de formación y asistencia integral e intensiva, integralidad acorde con la concepción antropológica del régimen".